# Bruno Goda
Bruno Goda (Vinkovci, 17 aprile 1998) è un calciatore croato, difensore del Rijeka.

## Carriera

### Club
Il 7 luglio 2017 viene acquistato a titolo definitivo dalla squadra croata dello Slaven Belupo.
Il 17 giugno 2025 viene acquistato dalla Dinamo Zagabria.

### Nazionale
Ha giocato nelle nazionali giovanili croate Under-15, Under-16 ed Under-20.

## Palmarès
- Campionato croato: 1

Rijeka: 2024-2025
- Coppa di Croazia: 1

Rijeka: 2024-2025